# Conistra lutescens
Conistra lutescens là một loài bướm đêm trong họ Noctuidae.